# Bisbat d'Albarrasí
El Bisbat d'Albarrasí va ser una divisió de l'església catòlica al llarg del segon mil·lenni. Pren el nom de la ciutat aragonesa d'Albarrasí. En plena reconquesta de la Corona d'Aragó, l'any 1172, el Papa Alexandre III crea un bisbat que ocupa les terres de la senyoria d'Albarrasí, a instàncies del cavaller Pedro Ruiz de Azagra. El primer bisbe va ser Martí, d'origen castellà, atès la influència de l'arquebisbe de Toledo, en Cerebrú. El 1200 es consagra la catedral d'Albarrasí. En un principi, la diòcesi va rebre la denominació Arcabricensis, per una errada que suposava la ubicació de l'antiga ciutat visigòtica d'Arcavica. El 1176, l'arquebisbe de Toledo va reservar Arcavica per a Conca, i la diòcesi aragonesa es va denominar Segobriga, en confusió per la vila de Sogorb. El bisbat va ser un agent durant la conquesta de València, i entre 1242 i 1576, Albarrasí i Sogorb van formar una sola entitat, que prenia part de les terres valencianes de parla aragonesa. El 1577 es divideix en dues diòcesis. La d'Albarrasí contínua la seua trajectòria històrica fins que el 1859 fou suprimida i integrada a la diòcesi de Terol.